# Among Those Present
Among Those Present is een korte stomme film uit 1921 onder regie van Fred C. Newmeyer.

## Rolverdeling
| Acteur          | Personage    | Rolbeschrijving |
| --------------- | ------------ | --------------- |
| Harold Lloyd    | O'Reilly     | jongen          |
| Mildred Davis   | Miss O'Brien | meisje          |
| James T. Kelley | Mr. O'Brien  | vader           |
| Aggie Herring   | Mrs. O'Brien | moeder          |